# Diagnóstico de la enfermedad celíaca
El diagnóstico de la enfermedad celíaca se ha modificado en los últimos años
·, gracias a los avances que se han producido en los métodos diagnósticos y al mayor conocimiento de las múltiples manifestaciones de esta enfermedad, que no es únicamente digestiva, sino que se trata de un proceso de naturaleza autoinmune multi-sistémica.
Es fundamental el diagnóstico precoz de la enfermedad celíaca (EC) para evitar el desarrollo a largo plazo de complicaciones graves, que pueden afectar a distintos órganos y sistemas y entre las que se incluyen distintos tipos de cánceres.
En el año 2008, el Ministerio de Sanidad y Consumo y la Agencia Española de Seguridad Alimentaria y Nutrición (AESAN) presentaron el Nuevo protocolo de Detección Precoz de la Celiaquía, con una guía detallada sobre el Diagnóstico precoz de la enfermedad celíaca, con el objetivo de que los profesionales sanitarios accedan a estos nuevos conocimientos sobre la enfermedad celíaca, los distintos patrones de presentación y la reforma de los criterios diagnósticos, especialmente de las formas no clásicas, y así avanzar en un mejor y más temprano reconocimiento de las personas con celiaquía. Su aplicación permitirá un diagnóstico y tratamiento precoces, con las consiguientes ventajas sanitarias, sociales, laborales y económicas. Otro ejemplo de estas iniciativas es la Guía práctica clínica sobre diagnóstico y tratamiento de la enfermedad celíaca, elaborada por la Secretaría de Políticas, Regulación y Relaciones Sanitarias, en el Marco del Programa Nacional de Garantía de Calidad del Ministerio de Salud de la Nación (MSAL) de Argentina.
Pese a que la enfermedad celíaca es una de las enfermedades con base genética más frecuentes, con una prevalencia media del 2% en la población general y que puede debutar a cualquier edad de la vida, está claramente subestimada e infradiagnosticada, con aproximadamente un 70-90 % de los casos sin diagnosticar en la actualidad.····
La media estimada de tiempo que transcurre desde el comienzo de aparición de los síntomas, hasta que el paciente consigue el diagnóstico es de unos 20 años. Esta situación se puede explicar teniendo en cuenta que, a pesar de los avances realizados en los últimos años en la identificación de las múltiples manifestaciones de la EC y a la reforma de los protocolos diagnósticos, estos conocimientos aún no han llegado a la mayoría de profesionales a los que acude a consultar el paciente por molestias variadas y diversas que presenta.

## Criterios diagnósticos
El diagnóstico de la enfermedad celíaca (EC), debe basarse en la presencia de alguno o varios de los síntomas relacionados con la afectación intestinal o de cualquiera de los órganos o sistemas asociados, así como en la determinación de los marcadores serológicos, genéticos, los hallazgos en la biopsia intestinal y la respuesta a la dieta sin gluten, siendo esta última la prueba más informativa.
Asimismo, al tratarse de una enfermedad de base genética y con gran penetrancia familiar, resulta de gran utilidad la búsqueda en la familia de enfermedades típicamente asociadas a la celiaquía y de casos de enfermedad celíaca que previamente habían pasado desapercibidos, por el elevado infradiagnóstico que presenta esta enfermedad (70-90 % de casos sin reconocer).····
Actualmente no se consideran necesarias ni las pruebas de provocación, ni la repetición de las biopsias para la confirmación diagnóstica.
El diagnóstico resulta mucho más sencillo en niños pequeños y es bastante más complicado en niños mayores de 2-3 años, jóvenes y adultos, por la frecuente negatividad de los marcadores serológicos y los hallazgos mínimos en las biopsias duodenales, consistentes en infiltración linfocitaria sin atrofia vellositaria.

### Marcadores serológicos
El primer paso ante la sospecha clínica consiste en la realización mediante un análisis de sangre de la determinación de la presencia de los marcadores serológicos de la enfermedad celíaca, que son los anticuerpos frente al gluten. No obstante, una serología negativa (ausencia de anticuerpos en sangre) no permite excluir por sí sola, el diagnóstico de enfermedad celíaca.·
Como se recoge en la página 49, punto 9 del decálogo, del protocolo para el Diagnóstico precoz de la enfermedad celíaca:

9. Los marcadores serológicos (AAtTG) resultan de elección para iniciar el despistaje de los pacientes con mayor probabilidad de presentar EC. Una serología negativa no permite excluir el diagnóstico de EC. De hecho, una proporción de pacientes con enfermedad celíaca, que presentan formas histológicas leves e incluso con atrofia de vellosidades, no expresan anticuerpos antitransglutaminasa en el suero.

Cada laboratorio clínico establece los límites de positividad de la anti-transglutaminasa tisular (AAtTG o TGt) en función de sus resultados y controles previos, pero recientes estudios demuestran que las diferentes casas comerciales señalan valores límites de sensibilidad diagnóstica para la TGt que resultan muy elevados, por lo general. Las recomendaciones actuales de expertos en enfermedad celíaca son rebajar el umbral y, en la mayor parte de los casos, considerar positiva una discreta elevación de la TGt (por encima de 2-3 U/ml).···
Conviene cuantificar previamente los niveles séricos de IgA del paciente, ya que si presenta una deficiencia marcada de IgA (menor de 0,05 g/l), hay que determinar los anticuerpos de la clase IgG.

### Biopsias duodenales
El siguiente paso, independientemente del resultado de los marcadores serológicos, pues los anticuerpos son habitualmente negativos en los celíacos, es realizar biopsias del intestino delgado, que sigue considerándose la prueba más importante para confirmar el diagnóstico de enfermedad celíaca.
Sin embargo, su interpretación es compleja y presenta a menudo limitaciones, por el frecuente hallazgo de cambios mínimos, tales como la linfocitosis intra-epitelial y cambios mínimos, especialmente en el adulto y niño mayor de 2-3 años. También hay que tener presente que las lesiones no son uniformes, sino que muestran una “distribución parcheada”, lo que limita su valor diagnóstico, por la posibilidad de que las muestras hayan sido tomadas de zonas sanas. Además, la atrofia de vellosidades es poco frecuente en los adultos y niños mayores de 2-3 años, ya que en ellos predominan las formas no clásicas.
Como se recoge en las páginas 26 y 27 del protocolo para el Diagnóstico precoz de la enfermedad celíaca:

Dado que las lesiones histológicas pueden ser parcheadas, se aconseja la toma de al menos 4 muestras para el análisis histológico. El resultado del estudio anatomopatológico permite confirmar la existencia de lesiones compatibles y establecer el estadio de la lesión (Clasificación de Marsh). El espectro de lesiones histológicas que presentan estos pacientes es amplio y oscila desde formas de enteritis linfocíticas, donde únicamente se encuentra un incremento de la población de linfocitos intraepiteliales (>25%) [Marsh 1], hasta formas de atrofia grave de la mucosa [Marsh 3]. Es importante disponer de inmunotinciones para llevar a cabo el contaje de linfocitos intraepiteliales, cuando las tinciones con hematoxilina-eosina no son concluyentes. Sólo de este modo pueden diagnosticarse con razonable seguridad las formas de enteritis linfocítica (>25 linfocitos/100 células epiteliales).

### Marcadores genéticos
La presencia de los marcadores genéticos de susceptibilidad para enfermedad celíaca HLA-DQ2 y HLA-DQ8 es importante a la hora de realizar estudios familiares y de instaurar una dieta sin gluten (DSG) a prueba en pacientes en los que los marcadores serológicos y/o las biopsias duodenales no sean concluyentes. 
No obstante, hay al menos un 5% de personas que son celíacas y no tienen ni el heterodímero DQ2 ni el DQ8, o sólo tienen un alelo del DQ2, por lo que su presencia no es obligada para el diagnóstico y se están estudiando nuevos marcadores genéticos relacionados con esta enfermedad.

### Dieta sin gluten "de prueba" para confirmación diagnóstica
Pese a la sospecha clínica fundada, en diversas ocasiones nos encontramos con casos con serología negativa, y/o marcadores genéticos negativos, y/o biopsias duodenales con cambios mínimos o enteritis linfocítica limítrofe < 25%.
En dichos casos, se debería proponer la realización de una dieta sin gluten (DSG) de prueba durante un mínimo de 6 meses, preferiblemente un año, con controles clínicos y analíticos antes y después de la retirada del gluten.·
Se aconseja probar la DSG durante unos 6 meses como mínimo, preferiblemente un año, ya que con menos tiempo los cambios no se producen de forma significativa, sobre todo en pacientes que llevan padecimientos clínicos prolongados.
En caso de no mejoría, antes de abandonar la prueba con la dieta sin gluten, hay que hacer una valoración muy cuidadosa tanto clínica como analítica, para tratar de evitar posibles errores de interpretación. 

## Errores frecuentes
Los errores más frecuentes radican en la dificultad de la identificación y diagnóstico de la enfermedad celíaca ante presentaciones no clásicas, que son las predominantes, en las que la afectación digestiva es menor y/o intermitente y abundan las manifestaciones extra-digestivas, con serología negativa (ausencia de anticuerpos en sangre) y con biopsias duodenales que presentan cambios mínimos, sin atrofia vellositaria (Marsh 1). Incluso una parte de celíacos son completamente asintomáticos a nivel digestivo, por período de tiempo prolongados.
Como se recoge en la página 42 del protocolo de diagnóstico precoz de la enfermedad celíaca del Ministerio de Sanidad y Consumo de España:

Recientes observaciones sugieren que la serología no goza de una elevada sensibilidad, especialmente en las formas histológicamente leves (enteritis linfocítica). Por esta razón, el gastroenterólogo debe de actuar con cautela y no rechazar la posibilidad de una EC, en presencia de síntomas sugestivos o compatibles. En este punto, es importante llevar a cabo un cribado intencionado de síntomas y signos cuya presencia obligaría a realizar exploraciones más avanzadas (tabla I).

En la práctica clínica, especialmente en niños mayores de 2 años, adolescentes y adultos, con mucha frecuencia la serología en un paciente celíaco es normal o está mínimamente elevada, con valores de transglutaminasa ligeramente superiores al límite actual recomendado de positividad de 2-3 U/ml,··· pero que se consideran por muchos médicos como negativos, y la biopsia muestra con frecuencia lesiones de enteritis linfocítica con un aumento de la presencia de linfocitos intraepiteliales superior al 25% (Marsh 1). Estos pacientes presentan por lo general unos síntomas intensos y prolongados, similares a los pacientes que tienen atrofia de vellosidades (Marsh 3), y mejoran claramente con una dieta sin gluten.
La situación merece especial atención en Pediatría, donde más casos pasan sin diagnosticar. Existe la creencia de que los especialistas en enfermedades de los niños son los profesionales que más casos detectan, si bien la realidad es que el anclaje en las ideas clásicas sobre la enfermedad celíaca, la aplicación sistemática de protocolos desfasados, la reticencia a someter a los niños a pruebas invasivas y el miedo a prescribir una dieta “de por vida”, dan como resultado que la mayoría de casos de celiaquía pasen desapercibidos durante la infancia. 
En los niños, especialmente a partir de los 2 años de vida, al igual que en los adultos, predominan las presentaciones no clásicas, en las que la afectación digestiva es menor y/o intermitente y abundan las manifestaciones extra-digestivas, con serología negativa (ausencia de anticuerpos en sangre) y con biopsias duodenales que presentan cambios mínimos, sin atrofia vellositaria (Marsh 1), como figura en la página 18 del protocolo para el Diagnóstico precoz de la enfermedad celíaca:

Enfermedad pauci o monosintomática: Actualmente es la forma más frecuente de EC, tanto de la edad adulta como de la pediátrica, y puede cursar con síntomas intestinales y/o extraintestinales. El espectro histológico es variable, desde enteritis linfocítica a la atrofia total y el porcentaje de positividad de autoanticuerpos séricos es variable

Es importante que el paciente y sus familiares conozcan esta problemática para que puedan participar de forma activa en la consecución de una mejor calidad de vida, utilizando las estrategias a su alcance, que pasan por la búsqueda de una atención médica especializada y el conocimiento del avance en la identificación de las variadas manifestaciones de la enfermedad celíaca y de las recientes modificaciones de los protocolos diagnósticos. 
El aumento de la capacidad de las personas para comprender y participar en su atención médica es una prioridad internacional.